# Adam Bessa
Adam Bessa (Grasse, 1992) è un attore francese di origini tunisine, meglio noto a livello internazionale per il ruolo del mercenario Yaz Khan nei film Tyler Rake e Tyler Rake 2.

## Biografia
Figlio di madre italo-tunisina e padre tunisino, cresce tra Francia e Tunisia, parlando l'arabo come propria lingua madre. Interrotti gli studi di giurisprudenza per perseguire la sua passione per il cinema, frequenta dal 2011 al 2012 la scuola di teatro parigina Jean Périmony, esperienza che non gradirà a causa di alcune critiche ricevute sul suo modo di recitare, giudicato «poco espressivo»: lascia la capitale e torna quindi a Marsiglia, dove lavora come agente immobiliare e poi come pescivendolo, finché qualche anno dopo un suo ex compagno di corso non gli chiede di recitare in un cortometraggio. Dopo alcuni altri cortometraggi, nel 2017 recita nel suo primo film per il cinema con Les Bienheureux, in un ruolo da comprimario, comparendo nella shortlist del premio César per la migliore promessa maschile senza però alla fine risultare tra i 5 candidati. Continua nel frattempo a lavorare come pescivendolo a Marsiglia, indeciso se continuare la carriera d'attore, e doversi dunque trasferire di nuovo a Parigi.
Nel 2019 interpreta un soldato iracheno nel film di guerra americano Mosul, mentre nel 2021 recita al fianco di Chris Hemsworth nel film d'azione di Netflix Tyler Rake, riprendendo poi il ruolo del mercenario Yaz Khan nel sequel Tyler Rake 2. Nel 2022 riceve il plauso della critica francofona ed internazionale per l'interpretazione di un giovane venditore abusivo (ispirato alla figura di Mohamed Bouazizi) che deve provvedere alla sua famiglia nel film franco-tunisino Ḥarqa, vincendo il premio come miglior attore nella sezione Un Certain Regard del Festival di Cannes e venendo candidato al premio Lumière per la migliore promessa maschile.

## Filmografia parziale

### Cinema
- Mosul, regia di Matthew Michael Carnahan (2019)
- Tyler Rake (Extraction), regia di Sam Hargrave (2021)
- Ḥarqa, regia di Lotfy Nathan (2022)
- Tyler Rake 2 (Extraction 2), regia di Sam Hargrave (2023)
- Māʾ al-ʿayn, regia di Meryam Joobeur (2024)
- Les Fantômes, regia di Jonathan Millet (2024)

### Televisione
- Joséphine, ange gardien – serie TV, episodio 13x06 (2011)
- Hanna – serie TV, 5 episodi (2021)

## Riconoscimenti
- Festival di Cannes
  - 2022 – Miglior interpretazione Un Certain Regard per Ḥarqa
- Premio César
  - 2025 – Candidatura alla migliore promessa maschile per Les Fantômes
- Premio Lumière
  - 2023 – Candidatura alla migliore promessa maschile per Ḥarqa
  - 2025 – Candidatura al miglior attore per Les Fantômes

## Doppiatori italiani
Nelle versioni in italiano dei suoi film e serie televisive, Adam Bessa è stato doppiato da:
- Federico Viola in Tyler Rake, Tyler Rake 2